# 学術記号
学術記号 (がくじゅつきごう、英:scientific notation､独:wissenschaftliches Symbol､露:научный символ) は、特定の学問分野で概念・操作・構造などを表すために用いられる抽象的な記号である。

## 概要
学術記号とは、数学、物理学、化学、論理学等の学術領域において、概念、操作、関係性および数量を表現するために用いられる記号体系を指す。これらの記号は言語の壁を越え、国際的に共通の理解を得るための重要な役割を果たす。　　　　　　　　　　　　　　　　　　　　　　　　　　　　　
　　　　　　　　　　　　　　　　　　　　　　　　　　　　　　　　　　　　　　　　　　　　　　　　　　　　　　　　　　　　　　　　　　　　　　　　　　　　　　　　　　学術記号の特徴として、ギリシア文字やラテン文字、及び特定の数学的・科学的記号が多用され、その意味および用法は厳密に定義されていることが挙げられる。主な分類としては、変数および定数記号、演算記号、論理記号、集合記号、関数記号、微積分記号、並びに物理学的記号が含まれる。これらの記号体系は、複雑な学術的内容を簡潔かつ正確に伝達する手段として機能し、研究および学術交流の基盤を形成している。

## 歴史
学術記号の起源は古代文明にまで遡る。最も初期の記号的表現は、古代メソポタミアやエジプトにおける数量表現や計測記録に見られるが、体系的な記号としての展開は、古代ギリシャ文明において顕著となる。
特に、紀元前5世紀から紀元前3世紀にかけての古代ギリシャにおいて、ピタゴラス、エウクレイデス、アルキメデスらの活動により、論理的な記述体系が発展し、数式や幾何学的関係を表す記号の萌芽が見られるようになった。これらの記号は、当初は文章的表現が主体であったが、簡潔性と明瞭性を追求する過程において、次第に抽象記号へと変遷していく。
中世ヨーロッパにおいては、アラビア数学およびイスラム世界の学術成果がラテン語に翻訳され、西洋世界へと伝播された。この過程において、インド・アラビア数字の導入や、アルゴリズムおよび代数学の概念と共に、記号的表現がさらに進展を見せる。特に12世紀以降、学術言語としてのラテン語を用いた数学文献の中に、初歩的な代数記号や省略記法が散見されるようになる。
ルネサンス期から近世にかけて、学術記号は飛躍的な発展を遂げる。16世紀のフランソワ・ビエトによる代数記号体系の導入、17世紀のルネ・デカルトおよびアイザック・ニュートンによる解析学的記号、ゴットフリート・ライプニッツによる微積分記号体系などは、その後の学術表記に決定的な影響を与えた。
18世紀以降、学術記号は国際的に標準化される傾向を強め、とりわけ19世紀から20世紀にかけては、集合論、論理学、量子力学など新たな学問分野の興隆に伴い、記号体系も多様化・精緻化の一途をたどった。また、記号の選定においてはギリシャ文字、ラテン文字が汎用されるようになり、これが現代に至る国際的な記号体系の基礎を形成している。
今日においては、学術記号は単なる記号ではなく、学問そのものの構造を表現する「言語」としての性格を強く有しており、学際的研究や国際的学術交流における不可欠な要素となっている。

## 一覧
時代区分　　　　記号　　　　　名称　　　　　　　　　主な用途・意味　　　　　　　　　　　　　備考
| 古代〜中世       | α, β, π      | ギリシャ文字           | 変数、定数、角度、比率                       | 古代ギリシャにおける数学記号の基礎       |
|                  | 0〜9         | アラビア数字           | 数値の表記                                   | インド起源、イスラム世界経由で西欧へ伝来 |
|                  | （図形記号） | 幾何学記号             | 長さ・角度・面積の図式的表示                 | ユークリッド『原論』等に見られる         |
| ルネサンス〜近世 | +, −         | 加算・減算記号         | 四則演算                                     | 15世紀〜16世紀西欧で使用拡大             |
|                  | ×, ÷         | 乗算・除算記号         | 四則演算                                     | 17世紀、オートレッドらにより普及         |
|                  | =            | 等号（イコール）       | 等価関係の表現                               | 1557年、ロバート・レコードにより初使用   |
|                  | √            | 根号                   | 平方根・n乗根の表記                          | ヴィエトなどルネサンス期代数学に由来     |
|                  | x, y         | 変数記号               | 任意の数・関数の引数                         | デカルトによる座標代数の導入             |
|                  | ∫, d         | 積分・微分記号         | 微積分の記述                                 | ライプニッツによる創案                   |
| 近代〜現代       | ∑, ∏         | 総和・総積記号         | 数列・級数の合計や積                         | ラテン文字の装飾的利用                   |
|                  | ∀, ∃         | 論理記号（全称・存在） | 命題論理・集合論における論理的定量           | フレーゲおよび記号論理学に基づく発展     |
|                  | ¬, ⇒, ⇔      | 否定・含意・同値       | 命題の論理構造の記述                         | 数理論理体系にて使用                     |
|                  | ∈, ⊂, ∅      | 集合記号               | 集合と要素・部分集合・空集合                 | カントールによる集合論の形式化           |
|                  | ∂, Δ         | 偏微分・差分記号       | 多変数微積分、変分法等に使用                 | ラグランジュ、オイラーらによる導入       |
|                  | λ, ℏ         | 固有値・プランク定数等 | 量子力学・関数空間・波動関係等               | 現代物理学の象徴的記号                   |
|                  | →, ↦, ≅      | 関数写像・同型等       | 抽象代数学・圏論・構造理論における写像の表記 | 現代数学の構造主義的記述に用いられる     |

## 使用例
| 記号 | 使用例                   | 用途・意味           | 脚注番号 |
| ---- | ------------------------ | -------------------- | -------- |
| π    | C=2πr                    | 円周率（定数）       | [1]      |
| α    | α+β=90∘                  | 三角形の角の記号     | [2]      |
| +, − | 7−2=5, 4+6=10            | 加算・減算の演算記号 | [3]      |
| ×, ÷ | 8÷2=4, 5×3=15            | 乗除の演算記号       | [4]      |
| =    | x=2                      | 等価関係の記述       | [5]      |
| √    | 25=5                     | 平方根               | [6]      |
| x, y | y=3x−1                   | 変数・関数の引数     | [7]      |
| ∫, d | ∫x2dx=31x3+C             | 積分と微分操作       | [8]      |
| ∑    | ∑n=15n=15                | 総和記号             | [9]      |
| ∀, ∃ | ∀x∈R, x2≥0, ∃x s.t. x2=1 | 全称・存在記号       | [10]     |
| ¬, ⇒ | P⇒Q, ¬P                  | 否定・含意記号       | [11]     |
| ∈    | a∈A                      | 要素関係             | [12]     |
| ⊂, ∅ | A⊂B, A∩B=∅               | 包含関係・空集合     | [13]     |
| ∂, Δ | ∂x∂f, Δy=y2−y1           | 偏微分・差分         | [14]     |
| λ, ℏ | Ax=λx, E=ℏω              | 固有値・プランク定数 | [15]     |
| →, ↦ | f:x↦x2, A→B              | 写像・関数定義       | [16]     |
| ≅    | △ABC≅△DEF                | 合同・同型記号       | [17]     |

### 1.歴史・起源に関して
| 項目               | 典拠・文献                                                                                      | 概要                                                                                             |
| ------------------ | ----------------------------------------------------------------------------------------------- | ------------------------------------------------------------------------------------------------ |
| =, +, − 等         | Cajori, Florian. A History of Mathematical Notations (1928)                                     | 記号の発明と普及に関する古典的研究書。特に等号や四則演算記号の発展について詳細に記述されている。 |
| 微積分記号 (∫, d)  | Kline, Morris. Mathematical Thought from Ancient to Modern Times                                | ライプニッツとニュートンの記号体系に関する詳細な歴史分析。                                       |
| 論理記号 (∀, ∃, ¬) | van Heijenoort, Jean (ed.). From Frege to Gödel: A Source Book in Mathematical Logic, 1879–1931 | 数理論理記号の起源と発展。特にフレーゲやヒルベルトの記号使用に関する出典。                       |
| 集合記号 (∈, ⊂, ∅) | Joseph Dauben, Georg Cantor: His Mathematics and Philosophy of the Infinite                     | カントールの集合論における記号体系とその意味論的展開に関する分析。                               |

### 2.記号の使用・意味に関して
| 項目               | 典拠・文献                                                                | 概要                                                         |
| ------------------ | ------------------------------------------------------------------------- | ------------------------------------------------------------ |
| 全般的な記号体系   | The Unicode Standard, ISO 80000, ISO 31                                   | 数学的記号の国際的表記に関する標準規格。                     |
| 数学教育・基礎使用 | 日本数学会『数学辞典』（岩波書店）／Oxford Concise Mathematics Dictionary | 現代教育・研究における記号の標準的用法。                     |
| 物理記号 (ℏ, Δ, λ) | Griffiths, David J. Introduction to Quantum Mechanics、Feynman Lectures   | 量子物理・古典力学における定数や操作記号の標準的な表現方法。 |

### 3. デジタル文書・記述規範
| 項目                          | 典拠                                               | 概要                                                     |
| ----------------------------- | -------------------------------------------------- | -------------------------------------------------------- |
| LaTeX における記号表現        | The Comprehensive LaTeX Symbol List（Scott Pakin） | 数式記号のコンピュータ表記としての普及形式とその符号化。 |
| MathML / TeX / Unicode 対応表 | W3C Math Working Group 文書                        | Web上での数式記号の表記と互換性に関する標準技術文書。    |